# Mariene provincie Noordelijk Nieuw-Zeeland
De Mariene provincie Noordelijk Nieuw-Zeeland (53) (Engels: Northern New Zealand marine province) is een biogeografische provincie en ligt in het zuidwesten van de Grote Oceaan in het Marien rijk Gematigd Australazië. De mariene provincie is vastgesteld door het World Wide Fund for Nature en The Nature Conservancy en is vernoemd naar Nieuw-Zeeland.
In het noordwesten grenst het gebied aan de mariene provincie Lord Howe-eiland en Norfolk (36) en in het zuidwesten aan de mariene provincie Zuidelijk Nieuw-Zeeland (54).

## Geografie
De mariene provincie ligt voor de noord- en noordwestkust van Nieuw-Zeeland en rond de Kermadeceilanden.

## Biogeografie
Het gebied kent zeeleven dat houdt van gematigde temperaturen.

## Mariene ecoregio's
Deze mariene provincie bestaat uit 3 mariene ecoregio's:
- Mariene ecoregio Kermadec-eiland (195)
- Mariene ecoregio Noordoostelijk Nieuw-Zeeland (196)
- Mariene ecoregio Three Kings-North Cape (197)